# ولادیمیر سیدورکین
ولادیمیر سیدورکین (استونیایی: Vladimir Sidorkin؛ زادهٔ ۹ مهٔ ۱۹۸۶) شناگر اهل استونی است. وی در بازی‌های المپیک تابستانی ۲۰۰۸ شرکت کرده است.